# HEW Cyclassics 2004
La 9e édition de la HEW Cyclassics a eu lieu le 1er août 2004. Il s'agit de la 6e épreuve de la Coupe du monde de cyclisme 2004. L'Australien Stuart O'Grady (Cofidis) s'est imposé au sprint devant Paolo Bettini et Igor Astarloa.

## Classement final
|    | Coureur         | Pays      | Équipe                           | Temps           |
| -- | --------------- | --------- | -------------------------------- | --------------- |
| 1  | Stuart O'Grady  | Australie | Cofidis                          | 5 h 51 min 59 s |
| 2  | Paolo Bettini   | Italie    | Quick Step-Davitamon             | m.t.            |
| 3  | Igor Astarloa   | Espagne   | Lampre                           | m.t.            |
| 4  | Óscar Freire    | Espagne   | Rabobank                         | m.t.            |
| 5  | Gerben Löwik    | Pays-Bas  | Chocolade Jacques Wincor-Nixdorf | m.t.            |
| 6  | Davide Rebellin | Italie    | Gerolsteiner                     | m.t.            |
| 7  | Erik Zabel      | Allemagne | T-Mobile                         | m.t.            |
| 8  | Fabrizio Guidi  | Italie    | Team CSC                         | m.t.            |
| 9  | Andrej Hauptman | Slovénie  | Lampre                           | m.t.            |
| 10 | Paolo Bossoni   | Italie    | Lampre                           | m.t.            |